# Geonoma trinervis
Geonoma trinervis är en enhjärtbladig växtart som beskrevs av Carl Georg Oscar Drude och Hermann Wendland. Geonoma trinervis ingår i släktet Geonoma och familjen Arecaceae. Inga underarter finns listade i Catalogue of Life.